# Ceranów (gemeente)
De gemeente Ceranów is een landgemeente in het Poolse woiwodschap Mazovië, in powiat Sokołowski.
De zetel van de gemeente is in Ceranów.
Op 30 juni 2004 telde de gemeente 2531 inwoners.

## Oppervlakte gegevens
In 2002 bedroeg de totale oppervlakte van gemeente Ceranów 110,83 km², waarvan:
- agrarisch gebied: 58%
- bossen: 35%

De gemeente beslaat 9,8% van de totale oppervlakte van de powiat.

## Demografie
Stand op 30 juni 2004:
| Omschrijving                   | Totaal | Totaal | Vrouwen | Vrouwen | Mannen | Mannen |
| ------------------------------ | ------ | ------ | ------- | ------- | ------ | ------ |
| eenheid                        | aantal | %      | aantal  | %       | aantal | %      |
| inwoners                       | 2531   | 100    | 1235    | 48,8    | 1296   | 51,2   |
| bevolkingsdichtheid (inw./km²) | 22,8   | 22,8   | 11,1    | 11,1    | 11,7   | 11,7   |

In 2002 bedroeg het gemiddelde inkomen per inwoner 1251,44 zł.

## Administratieve plaatsen (sołectwo)
Adolfów, Ceranów, Garnek, Długie Grodzieckie, Długie Grzymki, Długie Kamieńskie, Lubiesza, Natolin, Noski, Olszew, Przewóz Nurski, Pustelnik, Radość, Rytele-Olechny, Rytele Suche, Rytele-Wszołki, Wólka Nadbużna, Wólka Rytelska, Wszebory, Zawady.

## Aangrenzende gemeenten
Kosów Lacki, Małkinia Górna, Nur, Sterdyń, Zaręby Kościelne